# فرانتس مونتفرینگ
فرانتس مونتفرینگ (به آلمانی: Franz Müntefering) زاده ۱۶ ژانویه ۱۹۴۰، از سیاست‌مداران آلمانی و معاون آنگلا مرکل، صدر اعظم آلمان بود.
وی رئیس پیشین حزب سوسیال دموکرات آلمان (SPD)، بود و از نوامبر ۲۰۰۵ به عنوان وزیر کار و امور اجتماعی آلمان و معاون صدر اعظم در کابینه آنگلا مرکل انجام وظیفه می‌کرد.